# おぎしま (掃海艇・2代)
おぎしま（ローマ字：JDS Ogishima, MSC-666、MCL-726）は、海上自衛隊の掃海艇。はつしま型掃海艇の18番艇。艇名は男木島に由来する。うじしま型掃海艇「おぎしま」に次いで日本の艦艇としては2代目。

## 艦歴
「おぎしま」は、昭和60年度計画掃海艇365号艇として、日立造船神奈川工場で1986年5月16日に起工され、1987年6月10日に進水、1987年12月19日に就役し、同日就役の「もろしま」とともに第1掃海隊群隷下に第19掃海隊を新編し、呉に配備された。
1997年3月19日、隊番号の改正により、第19掃海隊が第5掃海隊に改称。
2000年3月13日、掃海部隊の再編により掃海隊群が新編。掃海隊群第2掃海隊に編入され、定係港が佐世保に転籍。
2003年3月18日、呉地方隊阪神基地隊第42掃海隊に編入。
2006年2月8日、掃海管制艇に種別変更され、船籍番号がMCL-726に変更。掃海隊群第101掃海隊に編入され、定係港が再び呉に転籍。
2010年2月26日、除籍。